# 丘之紀
丘之紀（1902年—1937年11月2日），字帛臣。廣東省揭陽市揭西縣人。曾任稅警總團二支隊第五團團長，為八一三事變中陣亡的士官。

## 生平
黃埔軍校三期步兵科畢業。北伐战争曾在葉劍英部新編二師任連長。1930年中華民國財政部部長宋子文組建了稅警總團，1936年國民政府軍事委員會接管稅警總團，駐徐州的第二師師長黃杰調任總團長，丘之紀任總團二支隊第五團團長。1937年總團改直屬張治中第九集團軍，並參與淞滬會戰，11月2日丘之紀與日軍戰鬥中中彈殉國。死後張治中贈予輓聯：
|  | 見義爭先，黃浦江邊摧頑敵。赴難恐後，蘇州河傍有餘哀。 |